# دی هاویلند سی ویکسن
دی هاویلند سی ویکسن (انگلیسی: De Havilland Sea Vixen) یک هواپیمای بریتانیایی دو موتوره، دو سرنشینه با بدنه دوقلو عضو ناوگان تسلیحات هوایی بریتانیا، که بوسیله دی هاویلند در هاتفیلد، هرتفورد شایر طراحی شده‌است. طراحی و توسعه این هواپیما خیلی زودتر از نسل اول جت‌های جنگنده آغاز شد. جنگنده سی ویکسن که بر مبنای حمل تسلیحات ساخته شده بود در ناوگان دفاعی بریتانیا که در سال ۱۹۷۰ میلادی فعال بود، در حال خدمت بود. در ابتدا توسط دی هاویلند تولید می‌شد و وقتی در سال ۱۹۶۰ میلادی دی هاویلند بخشی از گروه هاوکر سیدلی شد نام این هواپیما نیز به هاوکر سیدلی سی ویکسن تبدیل گردید. امروزه در انگلستان تنها یک فروند سی ویکسن با قابلیت پرواز باقی‌مانده که به‌طور منظم در نمایش‌های هوایی در معرض دید علاقه‌مندان قرار داده می‌شود.

## طرح و توسعه

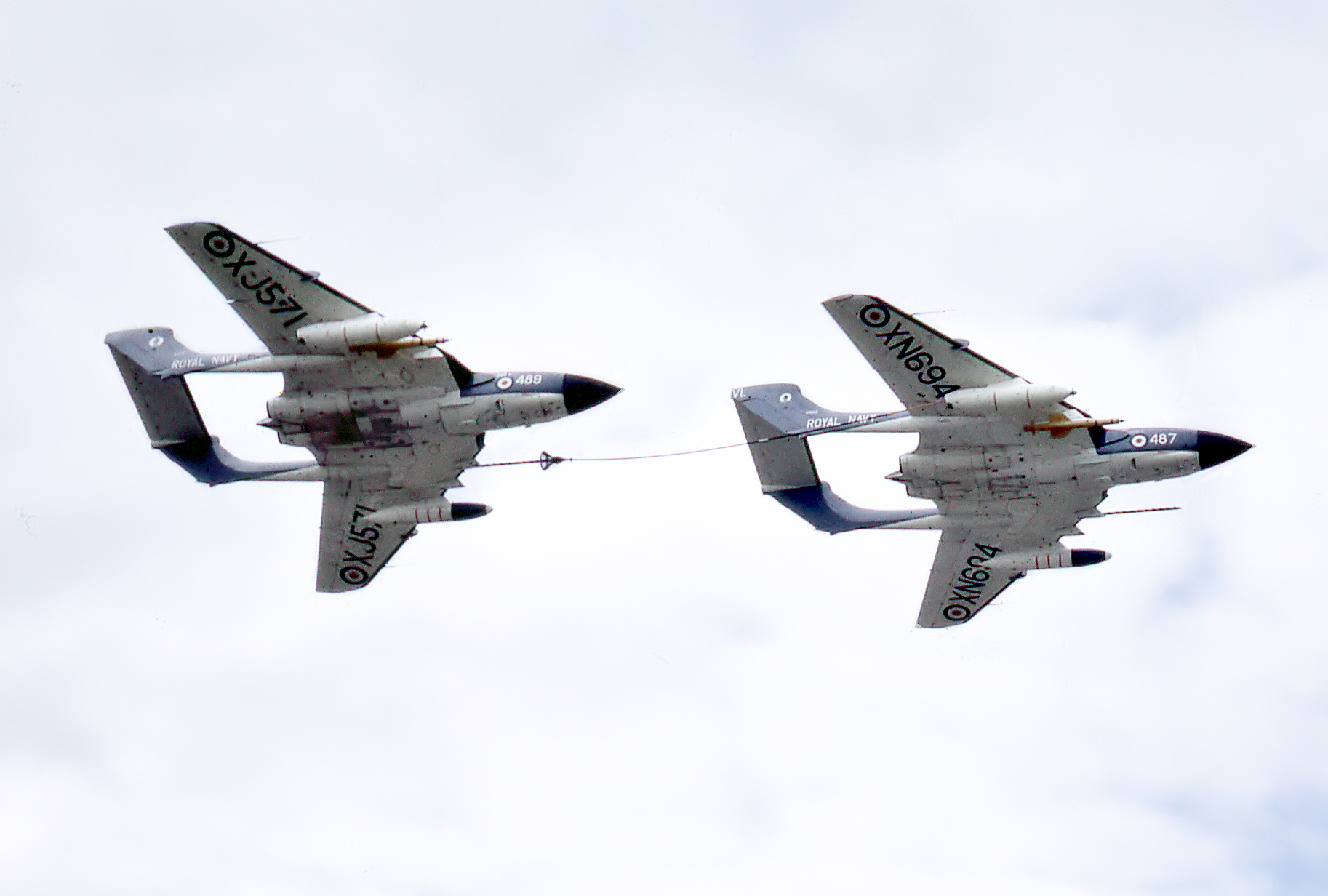
پرواز دو فروند دی هاویلند سی ویکسن

این هواپیما که توسط دی هاویلند به نام دی اج-۱۱۰ نام گذاری شد، یک جت جنگنده دو موتوره با قابلیت پرواز در تمام شرایط آب و هوایی بود. توسعه سی ویکسن از سال ۱۹۴۶ میلادی و در پی بحث‌های دریاداری انگلستان مبنی بر نیاز این نیرو به داشتن جنگنده ای قدرتمند برای تمام وضعیت‌های آب و هوایی، آغاز شد. دی هاویلند طرح جدید مشترکی بر مبنای پیکربندی هواپیمای بدنه دوقلوی دی هاویلند ومپایر با یک ساختار تمام فلزی و خصوصیت بال تاشو برای نیاز نیروی دریایی تدارک دید. پیشرانه این هواپیما، دو موتور رولزرویس Avon با نیروی ۳۳ کیلو نیوتن هر موتور، در نظر گرفته شد که این هواپیما را به یک جت مافوق صوت با عملکرد مناسب برای شیرجه تا ارتفاع کم تبدیل می‌کرد.

## مشخصات اصلی

### سی ویکسن اف اِی دبلیو. ۲
- خدمه:۲، خلبان و دیده‌بان
- طول:۱۶/۹۴ متر
- پهنای بال:۱۵/۵۴ متر
- ارتفاع:۳/۲۸ متر
- مساحت بال:۶۰/۲ مترمربع
- وزن خالی:۱۲٬۶۸۰ کیلوگرم
- ظرفیت بارگیری:۱۸٬۸۶۰کیلوگرم
- حداکثر وزن برخاست:۲۱٬۲۰۵ کیلوگرم
- پیشرانه: ۲ موتور رولزرویس (Avon) نوع:ام کا۲۰۸ ،توربوجت ۵۰ کیلونیوتن فشار هر کدام

## عملکرد
- بیشینه سرعت:۱٬۱۱۰ کیلومتر بر ساعت، ۰٫۹۱ ماخ (در سطح دریا)
- محدوده عملکرد:۱٬۲۷۰ کیلومتر با سوخت داخلی
- سقف پرواز:۱۴٬۶۰۰ متر
- نرخ صعود:۴۶ متر بر ثانیه
- بارگیری بال:۳۱۳ کیلوگرم بر هر مترمربع
- نسبت فشار به وزن:۰٫۵۴